# Rey Mysterio
Óscar Gutiérrez Rubio, född 11 december 1974 i Chula Vista i Kalifornien) mer känd under sitt artistnamn Rey Mysterio är en amerikansk/mexikansk fribrottare.
Mysterio är ursprungligen från Mexiko men föddes precis innanför gränsen mot USA. Han tränades i den mexikanska fribrottningsstilen lucha libre av sin farbror Rey Misterio, Sr. Sedan 2002 har Mysterio haft kontrakt med World Wrestling Entertainment (WWE). Hans tidigare artistnamn var Rey Mysterio Jr. men han exkluderade Junior från sitt namn då han började arbeta för WWE. Mysterio har arbetat under en luchador-mask i större delen av sin karriär. Att förlora sin mask är ansett som det mest förnedrande som kan hända en mexikansk brottare. Mysterio har också varit "babyface" ända sedan sin debut i WWE 2002.
Mysterio är känd för sin mexikanska stil som inkluderar hopp med hög risk, akrobatiska manövrar, snabbhet och stor användning av repen i brottningsringen. Denna för amerikanerna nyskapande stil hjälpte till att skapa divisionen Cruiserweight (lättvikt) i USA. Mysterio innehade Cruiserweightbältet sammanlagt åtta gånger i sin karriär mellan 1996 och 2004 innan bältet lades ner 2007. Tre gånger har han varit världsmästare då han innehaft "World Heavyweight Championship"-titeln två gånger och "WWE Championship"-titeln en gång. Han har varit lagmästare hela fyra gånger i WWE och fyra gånger i WCW vilket är rekord i det förbundet. Han har även haft "Intercontinental Championship" tre gånger och sammanlagt har han vunnit hela 21 titlar med WCW och WWE. Han är den tjugoförsta brottaren genom tiderna att ha hållit tre olika titlar i WWE.
År 2006 vann han trettiomanna-matchen Royal Rumble vilket ledde till en match för tungviktstiteln på Wrestlemania, vilken han vann. Han tillägnade sin bortgångna vän och kollega Eddie Guerrero som avled 2005 båda matcherna. I Royal Rumble gick Mysterio in som nummer två och vann, vilket han är en av tre genom tiderna som gjort. Han tog även rekordet för längst tid i en Royal Rumble match då han var inne i hela 62 minuter innan han gick ut som segrare.

## Tidig karriär
Rey Mysterio debuterade 30 april 1989 och gick som fjortonåring sin första match i en mindre kyrka i Tijuana i Mexiko. Han började dock med träningen betydligt tidigare än så. Som femåring brukade Mysterio leka i ringen efter sin farbror Rey Misterio, Sr:s träningspass och efter ett tag påbörjade denne träningen av sin brorson. Han hade artistnamn som till exempel "La Lagartija Verde (Den gröna ödlan)" och "Colibrí" innan Rey Misterio, Sr gav honom sitt namn och benämnde honom den nya Rey Misterio, Jr. Han tränades i lucha libre-stil, som är en mexikansk stil av fribrottning där utövarna utför mer akrobatiska manövrar och hopp som medför högre risker än traditionell fribrottning. Denna stil blev Mysterios kännetecken och han har många gånger utsetts till världens bäste luchador, det vill säga utövare av lucha libre.

## Asistencia Asesoría y Administración (AAA) 1992–1995
År 1992 skrev Mysterio på för Asistencia Asesoría y Administración, som då var ett helt nyskapat förbund i Mexico. Mysterio gick många matcher emot Juventud Guerrera som blev Mysterios rival inom förbundet. Även Rey Misterio, Sr värvades och de båda gick en lagmatch (tag-team) mot Juventud Guerrera och hans far Fuerza Guerrera. Utöver detta gick han ofta lagmatcher med Romy "Romeo" Magruder. "Romeo" som han kallades var också en luchador med högriskmanövrar och liknande stil som Mysterio. Han var, precis som Mysterio, liten i jämförelse med andra brottare.

## Extreme Championship Wrestling (ECW) 1995–1996
Mysterio skrev på för Extreme Championship Wrestling (ECW) 1995. Han gjorde debut i förbundet i september samma år i eventet "Gangsta's Paradise". Där besegrade han sin träningskamrat Psicosis som också gjorde debut för ECW. Detta startade en långvarig rivalitet mellan de två vilket slutade i en "2 av 3 fall"-match 1996. Matchen gick ut på att vara den som fick ner sin motståndare för fasthållning flest gånger (minst 2 av 3) och Psicosis gick segrande ur striden. En sådan typ av match kallas även "Mexikansk dödsmatch". Mysterio gick även flera matcher emot Juventud Guerrera som skrev på för EWC 1996. Mysterio däremot lämnade ECW kort därefter.

## World Championship Wrestling (WCW) 1996–2001

### Debut och Cruiserweightsmästare 1996–1997
Rey Mysterio, Jr debuterade i WCW 1996 under eventet "The Great American Bash" där han utmanade titelhållaren Dean Malenko för Cruiserweightbältet. Malenko tog dock hem segern tack vare "fusk". Men efter att ha slagit rivalen Psicosis fick Mysterio ytterligare en chans att vinna titeln från Malenko vilket han också gjorde. Han höll titeln i tre månader och försvarade den från namn som Último Dragón och Super Caló innan han förlorade den tillbaka till Malenko. Mysterio försökte senare vinna J-Crown titeln från Último Dragón utan framgång.
Under 1997 påbörjades en rivalitet mot Prince Leukea över det så kallade "WCW World Television Championship". Mysterio förlorade sin första titelmatch efter att ha blivit attackerad av Steven Regal. Han förlorade även i sitt andra försök.

### Emot New World Order (nWo) 1997
Senare 1997 påbörjades en långvarig rivalitet mellan Mysterio och medlemmarna i gruppen New World Order. Den första delen av rivaliteten kom till ett abrupt avslut i augusti 1997 då NWO-medlemmen Konnan vann över Mysterio.

### Mästare igen, skada, LWO 1997–1999
I slutet av året hamnade Mysterio i "bråk" med sin riktiga vän och tillika dåvarande Cruiserweightmästare Eddie Guerrero. Han tvingades att sätta sin mask på spel i en Titel vs. Mask-match på "Halloween Havoc" 1997. Mysterio vann dock matchen och tog då titeln från Guerrero. Men han förlorade snart tillbaka titeln till Guerrero, och på eventet "World War 3" stod Mysterio som utmanare men förlorade även denna gång.
Medan Eddie Guerrero istället förlorade titeln till Mysterios rival Juventud Guerrer ställdes Rey återigen emot Juventud den 15 januari 1998 och denna gång tog Mysterio tillbaka titeln. Han fick dock bara behålla den 9 dagar innan han förlorade stort mot Chris Jericho på "Souled Out" 1998. Efter matchen fortsatte Jericho att attackera Rey. Detta gjordes för att ha en anledning att skriva av Mysterio för ett tag då han behövde göra en knäoperation. Skadan höll honom ifrån fribrottningen i 6 månader innan han återvände till "Bash at the Beach" och besegrade Jericho, med hjälp från Dean Malenko, och vann då tillbaka titeln. Hur som helst förlorade han den tillbaka till Jericho igen nästa kväll, detta på grund av Dean Malenkos inhopp.
Senare 1998 grundade Eddie Guerrero den mexikanska gruppen "Latino World Order" eller "LWO" (inspirerat av "New World Order") och i gruppen ingick nästan alla luchadorer i hela WCW. Mysterio vägrade dock att gå med i gruppen och fortsatte sitt bråk med Guerrero och de andra i LWO. Han vann en match mot långvariga rivalen och LWO-medlemmen Psicosis men tvingades till slut ändå att gå med, efter att ha förlorat igen mot Eddie Guerrero. Mysterios tillfälliga tag-team lagkamrat, Billy Kidman, stod på Mysterios sida i bråket mot LWO och de båda gick matcher emot LWO-medlemmar trots att Rey var en del av gruppen. Hans allians med Kidman uppstod då Mysterio hoppade in i en match emellan Kidman och Juventud Guerrero och då hjälpte Kidman till seger och Cruiserweighttiteln.
Mysterio matchades senare emot både Kidman och Juventud i en triangelmatch på "Starrcade" 1998 men lyckades inte ta tillbaka titeln. På "Souled Out" 1999 matchades han mot Kidman, Juventud och Psicosis i en "Fatal Four-Way match" men lyckades inte heller då vinna tillbaka titeln.

### The Giant Killer, förlorade sin mask 1999–2001

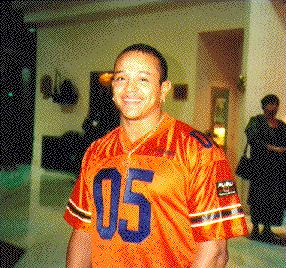
Rey Mysterio utan sin mask

Efter att de två grupperna i nWo, "nWo Wolfpac" och "nWo Hollywood" återformades så krävde de att LWO skulle avslutas. Mysterio vägrade vid ett tillfälle att ta av sin LWO rekvisita och blev då attackerad av nWo. Det ledde till matchen i "Superbrawl IV" då Mysterio och hans lagkamrat Konnan förlorade en "Mask vs Hår"-match mot Kevin Nash och Scott Hall. Mysterio tvingades ta av sig masken, vilket är det mest förnedrande som kan hända en mexikansk luchador. Efter matchen ringde Mysterio direkt sin farbror Rey Misterio, Sr för att berätta. Mysterio har många gånger uttryckt sitt missnöje i media över att ha förlorat masken.

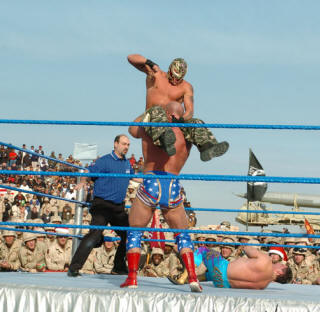
Rey Mysterio (högst upp), tillsammans med Kurt Angle och Eddie Guerrero, inför amerikanska trupper i Irak, 2004.

| ” | I was strongly against it! I don't think WCW understood what the mask meant to me, to my fans and to my family. It was a very bad move on their behalf. The fans wanted Rey Mysterio with the mask and losing it hurt me a lot. It was also frustrating that it didn't come as the climax to a feud with another masked wrestler, but in a throwaway match. The same thing happened to Juventud and Psicosis and psychologically wise it was a bad move by Eric Bischoff. I think the fans understand that I was in a position where I had no option. I either had to lose my mask or lose my job. | „ |